# Москворецкий природно-исторический парк
Москворе́цкий природно-исторический парк — самый большой природный парк Москвы площадью 3660 гектаров, состоящий из ряда парков. С 1998 года является особо охраняемой природной территорией (ООПТ) регионального значения.

## География
Расположен на северо-западе и западе столицы и находится в основном на незастроенной территории, протянувшейся вдоль берегов Москвы-реки от Строгина до Филёвской поймы. Площадь парка — 3660 гектаров, что составляет 3,5 % от общей площади города и 23 % от всех московских ООПТ. Парк включает в себя 22 экологические зоны, отделенные друг от друга реками, заливами, каналами и улицами.
В состав ООПТ входит ряд природных территорий:
- Строгинская пойма — самая северная часть Москворецкого парка, отделённая течением одной из излучин Москвы-реки от острова Серебряный Бор. С запада к пойме примыкают районы Строгино и Троице-Лыково.
- Серебряноборское лесничество — это лесной массив, с одной стороны примыкающий к району Крылатское и Серебряноборской излучине, а с другой — ограниченный МКАД[6]
- Серебряный бор — представляет собой искусственный остров, образованный в результате соединения излучины реки Москвы каналом Хорошёвское спрямление[7].
- Щукинский полуостров — памятник природы, расположенный между руслом Москвы-реки, её Серебряноборской излучиной и Строгинским затоном [8]
- Кировская пойма — особо охраняемая зона, расположена в долине Москвы-реки, там находится «Аллея жизни» — дорога, где в 1941 году была сформирована 1-я автоколонна с продуктами для блокадного Ленинграда.
- Мнёвниковская пойма — большой остров, окружённый Мнёвниковской излучиной. Попасть на него можно лишь по двум мостам на улице Нижние Мнёвники, которая пересекает пойму насквозь[6]. В пойме находится Москворецкий дендропарк — небольшой парк площадью 3 гектара. Он был заложен в 2011 году на месте бывшей свалки твёрдых бытовых отходов. Главная особенность — разделение территории на 6 климатических зон с высаженной по региональному принципу растительностью: Дальний Восток (РФ), Сибирь, Азия (Восточная, Малая, Средняя) и Ближний Восток, Европейская часть России, Западная Европа, Северная Америка[9].
- Крылатские холмы — ландшафтный парк, находящийся на правом берегу Москва-реки, на северо-западе Теплостанской возвышенности[10].
- Фили-Кунцевский лесопарк (состоящий из Филёвского и Суворовского парков) — из этих территорий в состав Москворецкого природно-исторического парка входит только береговая часть с надпойменной террасой, вся остальная территория относится к ПКиО «Фили».

## История
Археологи датируют первое появление людей на территории, которую в настоящее время занимает Москворецкий парк, пятым тысячелетием до н. э. В Крылатском были найдены изделия и орудия эпохи бронзового века второго тысячелетия до н. э.
Курганы, находящиеся в районе первых поселений («стоянок») вятичей, подтверждают, что эти земли славяне освоили в IX—XI веках.
Также значительную территорию парка занимает Кунцевское городище, находящееся в 300 метрах от Крылатского моста. Городище было основано ещё в первом тысячелетии и просуществовало вплоть до XVI века.
В 1998 году Москворецкий парк официально получил статус особо охраняемой природной территории. Целью создания является сохранение природной среды, природных ландшафтов и историко-культурных объектов, охрана объектов флоры и фауны, создание рекреационных условий, экологическое просвещение населения, обеспечение надлежащего ухода за территорией парка с учётом соблюдения условий режима особой охраны.

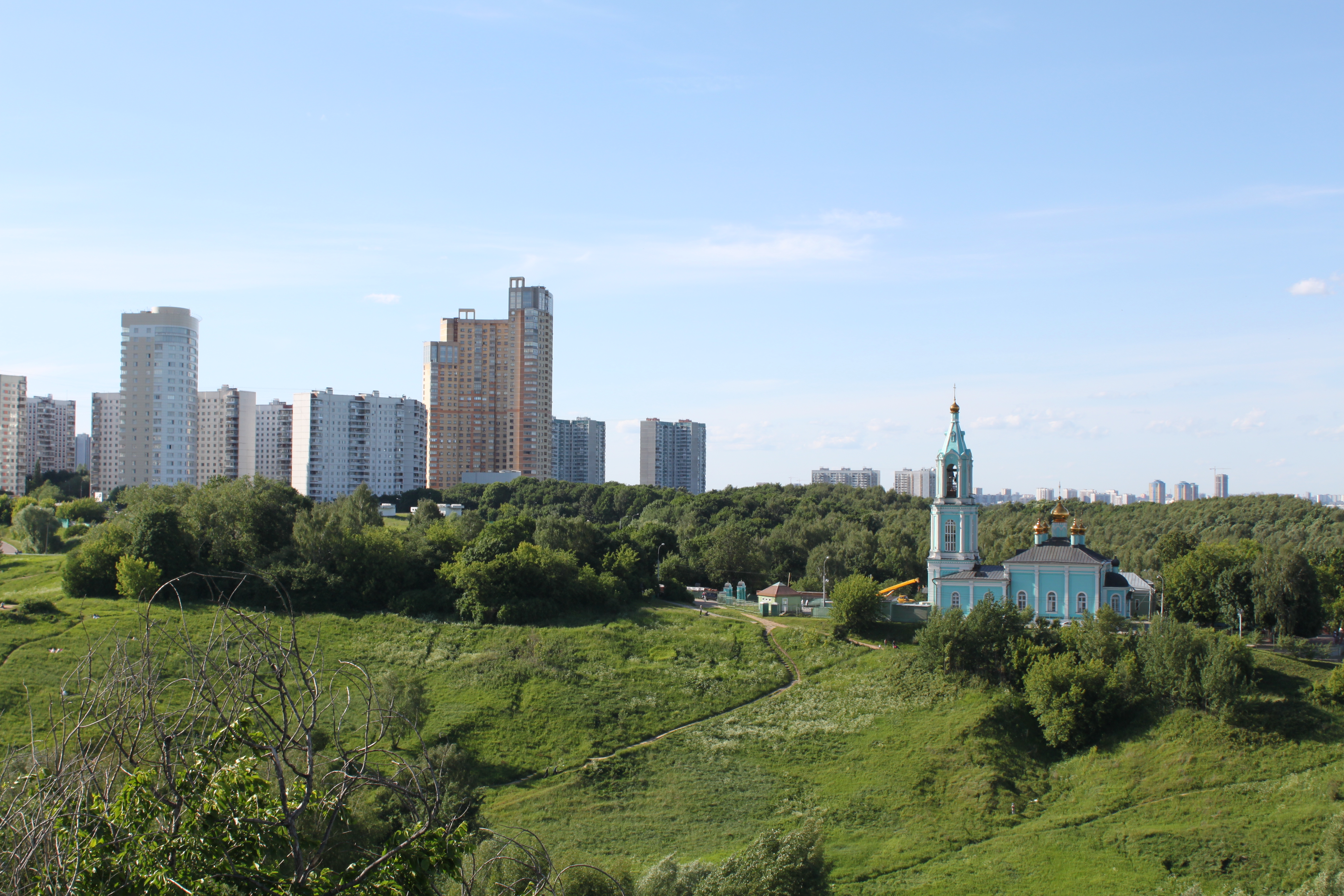
Церковь Рождества Богородицы на Крылатских холмах. На заднем плане слева — дома по улице Крылатские холмы, справа — Строгино. 2010 год

### Достопримечательности
В парке расположены два усадебных комплекса Москвы:
Кунцево и Фили-Покровское. Здесь находится часть сохранившихся усадебных строений, являющихся историко-архитектурными памятниками. Также в Филях стоит Церковь Покрова, построенная в барочном стиле, а в Крылатском — Храм Рождества Пресвятой Богородицы.
К югу от Строгинской поймы расположена усадьба Троице-Лыково, стоящая на высоком берегу Серебряноборской излучины Москвы-реки. Недалеко, на крутом склоне, видна церковь Троицы Живоначальной.
В Кировской пойме находится «аллея Дорога Жизни», высаженная в честь 50-летия Победы. 9 мая 1995 года в честь 50-летия победы в Великой Отечественной войне состоялось официальное открытие мемориала «Аллея Героев». 25 деревьев были посажены в 1980 году ветеранами Великой Отечественной войны из 4-го Гвардейского Кубанского казачьего кавалерийского корпуса и следопытами 38-й московской средней школы в память о 25 героях Советского Союза, служивших в 1941—45 гг. в 4-м Гвардейском Кубанском казачьем кавалерийском корпусе. Одной из достопримечательностей парка в районе улицы Исаковского является табличка, на которой указано, что четыре берёзы посажены Героями Великой Отечественной войны Лактионовым Н. А. и Киселёвым Н. А.
В этом месте расположены исторические памятники, посвящённые Великой Отечественной войне. Также в Кировской пойме находятся «фитонцидные тропы» и «Кедровое поле памяти».
В Кировской пойме в 2022 году установлены две памятные таблички. Одна посвящена тому, что ветераны бронетанковых войск высадили в 1980 году 3000 деревьев в память о героях-танкистах, погибших в сражениях. Все деревья — именные. Участвовали в посадках: Герой Советского Союза М. Марьяновский, санинструктор Н. М. Катунцева, родные маршалов Жукова и Рокоссовского и поэта Смирнова. Деревья посажены в честь: гвардии старшего лейтенанта П. Хорошилова, Героя Советского Союза Ф. И. Бачурина, Героя Советского Союза Ф. А. Баранова, Н. А. Лактионова, Н. А. Киселёва, С. Я. Маршака, Н. Тихонова. В. Гусева. В 2023 году было обнаружено в архивах «Вечерней Москвы», что ещё 11 000 деревьев посажено ветеранами в 1981 году.
Деревья в Москворецком парке, в Кировской пойме, а также липы вдоль аллеи Дороги Жизни от обелиска и до МКАДа — посажены в память о первой колонне с продуктами, двинувшейся в осаждённый Ленинград (22 ноября 1941 года). В посадках в 1981 году принимали участие участники легендарного Ледового пути. Посадки также в честь павших товарищей. Сажали деревья: Л. Шевелев (председатель совета ветеранов «Дороги жизни»), водители дороги Жизни И. Стреляев, Я. Дубино, А. Шумович, Н. Чистов, командир Г. Попов, лётчик С. Утко, прикрывавший дорогу с воздуха, зенитчики В. Вилков, А. Вергасов, А. Ямпольский, санитарка И. Обухова, генерал-лейтенант Д. Павлов.

## Флора и фауна
Флора парка включает 675 видов цветковых растений, 7 видов папоротникообразных. В Красную книгу Москвы занесено 58 видов растений.
Природный парк состоит из лесных, луговых и пойменно-болотных комплексов растительности. На суходольных лугах произрастают: келерия гребенчатая, горицвет кукушкин, гвоздика Фишера, клевер пашенный, золотистый и горный, астрагал датский, козлобородники восточный и луговой, тимофеевка степная, земляника зелёная, вязель разноцветный, синеголовник плосколистный и др.
Из всех районов Москвы только в Крылатском находится единственный участок с луком Вальдштейна и огородным. Здесь располагаются липово-сосновые чернично-разнотравные леса, дубняки с клёном, липой и лещиной, с колокольчиком широколистным и крапиволистным, ландышем и хохлатками. Лиственничники, черно- и серо-ольшаники, вязовники, ивняки, тополёвники, осинники вперемежку с низинными болотцами, пойменными и суходольными лугами, заброшенными старыми садами и парками, создают зелёную территорию, позволяя растениям и животным находить в ней места обитания и сохранения от исчезновения. В этих местах растут 65 редких видов сосудистых растений, таких как купена лекарственная ирис ложноаировидный, дремлик, гудайера, кувшинка белоснежная, хохлатка полая, волчье лыко. Из 22 видов редких мхов выделяются аномодон утонченный и ортотрихум прекрасный. В большом количестве представлены десять редких видов лишайников и восемь видов грибов.

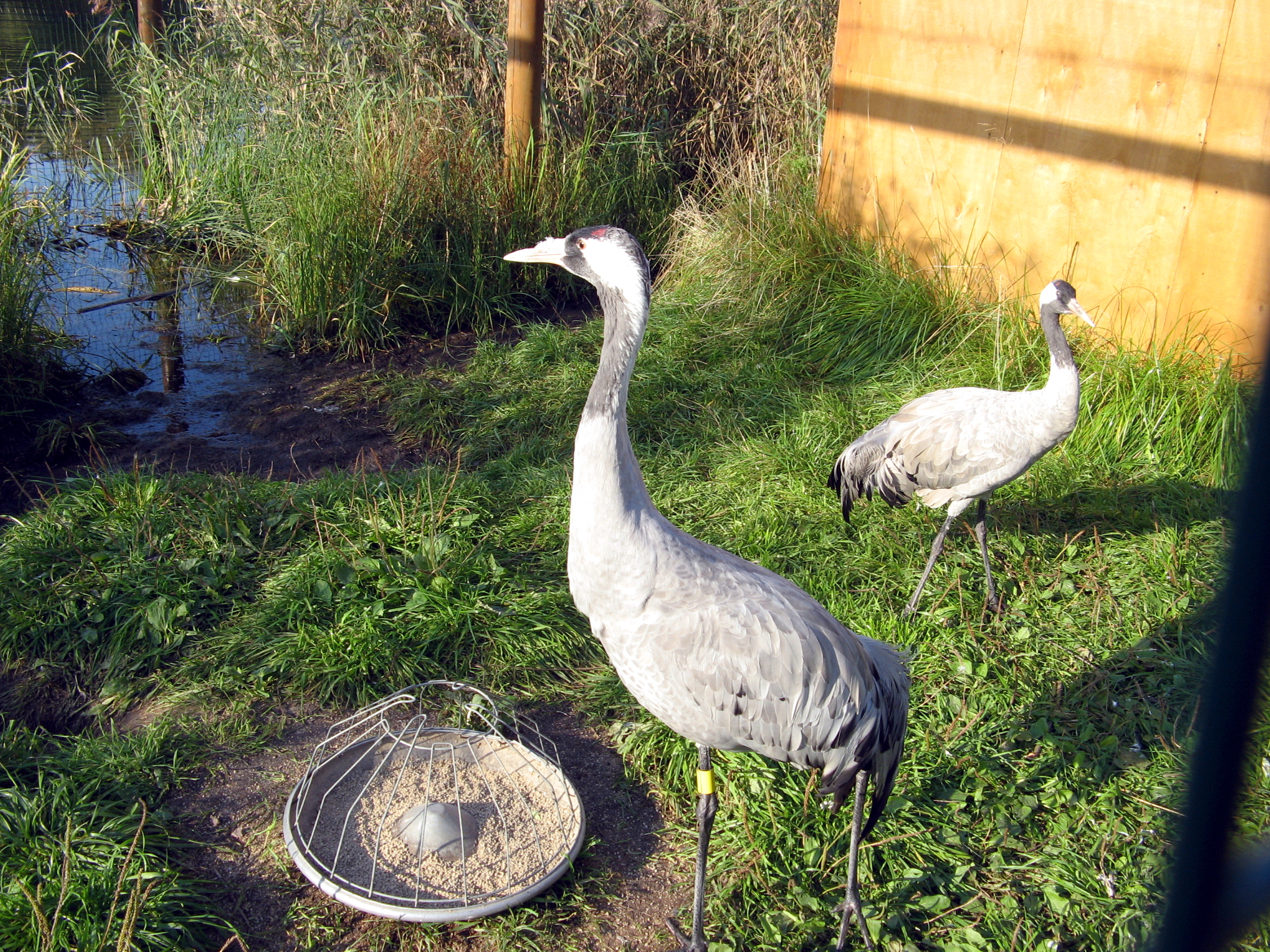
Серые журавли в Серебряном бору. 2008 год

Фауну Москворецкого парка в основном составляют 585 видов беспозвоночных животных, около 10 видов млекопитающих и свыше 40 видов птиц. Многие из них занесены в Красную книгу Москвы. Здесь обитают 6 видов млекопитающих, подлежащих охране: малая бурозубка, рыжая вечерница, лесной нетопырь, горностай, ласка, крот, черный хорь, заяц-русак и ёж, а среди птиц: удод, белоспинный дятел, береговая ласточка, сокол пустельга, коростель, луговой конёк, полевой жаворонок, луговой чекан, домовый сыч и другие. В водоёмах парка водятся рыбы: налим, жерех и линь; пресмыкающиеся: ужи, а также земноводные: обыкновенные тритоны, обыкновенные чесночницы, озерная, травяная и остромордая лягушки.
В границах парка выявлено более трети видов насекомых из числа занесённых в Красную книгу Москвы. Среди особо охраняемых: кузнечик певчий, несколько видов шмелей, пчёл, стрекоз, бабочек и улиток.
На территории природного парка в разные годы было отмечено более 60 видов позвоночных животных из Красной книги города Москвы, из них десять — млекопитающих, 38 — птиц, пять — земноводных и восемь — рыб. Во многих водоёмах парка биологами отмечена инвазионная рыба — ротан, стремительно расселяющаяся по водоёмам и снижающая видовое разнообразие в водоёмах, в частности, выедая личинок амфибий.
В 2022 году Мария Лейкина обнаружила в Кировской пойме считавшийся утраченным цветок — гвоздику пышную. Красная книга Москвы была переиздана благодаря этой находке.
В 2023 году в районе Кировской поймы района Строгино были обнаружены редкие виды птиц, считавшиеся исчезнувшими: клинтух, урагус сибирский и зимородок. Это происходит, когда появляются необходимые условия для их обитания: укромные места для гнездования и выведения потомства, качественная вода, воздух, достаточная кормовая база, низкий уровень шума.

## Отдых и благоустройство
Парк оборудован для активного отдыха, пикника и отдыха с детьми. Здесь работают станции проката лодок, организовано передвижение на электромобилях по проложенным маршрутам. На пляжах Серебряного бора разрешено купание.
Для любителей физических упражнений на свежем воздухе и для детей установлены спортивные площадки. На улице Исаковского есть специальное опорное оборудование для людей с ограниченными возможностями. Также на территории парка расположены Олимпийская велотрасса, гребной канал, конькобежный центр, поля для гольфа, горнолыжный центр и каток. Есть специально оборудованные дорожки для бегунов и теннисные корты.
Культурная программа представлена экскурсиями «Кировская пойма» и «Строгинская пойма».
В парке проводятся мероприятия по реабилитации земель после строительства, ликвидации свалок мусора или вывода объектов с территории. С целью охраны природы установлены информационные, предупреждающие и запрещающие щиты, противовъездные сооружения.

### Проекты реконструкций и благоустройства
В сентябре 2020 года комплексом градостроительной политики Москвы было объявлено о проведении конкурса на проект набережной вдоль русла правого берега Москвы-реки до Строгинского шоссе и улицы Исаковского, входящей в состав Москворецкого парка, площадь участка составляет 105,5 га.
В соответствии с постановлением Правительства Москвы от 19.11.2020 № 2013-ПП "Об особо охраняемой природной территории регионального значения «Природно-исторический парк „Москворецкий“» и памятниках природы, расположенных в её границах" утверждены новое функциональное зонирование и высотные регламенты. Документ также предусматривает понижение охранного статуса участков, входящих в особо охраняемую природную территорию (ООПТ).